# Hilara heerii
Espèce
Hilara heerii est une espèce fossile d'insectes diptères de la famille des Empididae.

## Classification
L'espèce Hilara heerii est décrite en 1915 par le paléontologue belge Fernand Meunier (1868-1926),. 

### Deux collections
Cet holotype fig. 12 et fig 12a, de l'ère Cénozoïque, et de l'époque Oligocène (33,9 à 23,03 Ma) fait partie de la collection Coquand de l'école des Mines de Paris et de l'université Claude Bernard de Lyon, et vient du gypse d'Aix-en-Provence.
Un échantillon F315 de la collection Fliche de l'école nationale des eaux et forêts de Nancy et vient du gisement éocène de Céreste, dans les Alpes-de-Haute-Provence, dans la réserve naturelle géologique du Luberon, gérée par le parc naturel régional du Luberon. L'échantillon provient des calcaires en plaquettes "supérieurs" du bassin d'Apt-Forcalquier.

### Étymologie
L'épithète spécifique latine heerii rend hommage à l'entomologiste allemand Oswald Heer (1809-1883).

## Description

### Caractères
La diagnose de Nicolas Théobald en 1937, : 

« Insecte grêle, corps noirâtre, sauf la partie supérieure de l'abdomen qui est plus claire ; ailes transparentes. Tête vue de côté, légèrement conique, montre un gros œil de forme ovale, antennes courtes avec soie terminale ; tête nettement séparée du thorax, ce dernier ovale et renflé en bouclier. Abdomen grêle, cylindrique, les premiers segments un peu allongés, les suivants tendant vers une forme carrée, le dernier de nouveau cylindrique ; segments couverts de poils fins, le bord postérieur des trois derniers segments est nettement cilié. Pattes grêles, abondamment velues, sans éperons à l'extrémité des tibias. Ailes hyalines, en partie superposées ce qui rend la nervation difficile à déchiffrer (v. fig. 17). ».

### Dimensions
La longueur totale est de 5 mm.

### Affinités
« L'échantillon est identique à l'Insecte d'Aix, figuré par F. Meunier (fig. 12 et 12a) et décrit sous le nom de Hilaara Heeri. Un échantillon F315 coll. Fliche. Ecole des E. et F. à Nancy. ».

## Biologie
« Les espèces Hilara sont des Insectes carnassiers vivant auprès des sources ou des fontaines. Les larves sont amphipneustiques et vivent dans les débris végétaux. ».

## Galerie
- Quelques espèces vivantes du genre Hilara.
- Hilara sturmii.
- Hilara interstincta.
- Hilara brevistyla.
- Hilara galactoptera.
- Hilara thoracica.
- Hilara tenella.

### Publication originale
- [1915] Fernand Meunier, « Nouvelles recherches sur quelques insectes des Plâtrières d'Aix en Provence », Verhandelingen der Koninklijke Akademie van Wetenschappen te Amsterdam, vol. 18(5),‎ 1915, p. 1-17.